# Château de Seggerde
Le château de Seggerde (Schloß Seggerde) est un château situé à Seggerde en Saxe-Anhalt (Allemagne) dans l'arrondissement de Börde. Il a été construit en style néobaroque pour Werner Friedrich von Spiegel und zu Peckelsheim entre 1833 et 1838.

## Historique
C'est en 1224 qu'est mentionné un chevalier Siegfried von Seggerde. Le château et les terres de Seggerde appartiennent deux ans plus tard à un certain Luthard von Meinersen. Le château sert de forteresse contre les invasions slaves. L'ancien Wasserburg est propriété en 1618 de la famille von Spiegel und zu Peckelsheim, originaire de Halberstadt, qui en hérite. Il reste jusqsu'en 1892 au sein de cette famille.
Werner Friedrich von Spiegel und zu Peckelsheim en est propriétaire en 1828, ainsi que de plusieurs domaines des environs, comme le manoir d'Aufenthalt qu'il habite quelque temps. Il décide en 1833 de démolir l'ancien château et de faire construire un gros manoir plus confortable, en style inspiré du baroque tardif. C'est un château en trois corps de bâtiment donnant sur un parc à l'anglaise avec deux étangs. On y aménage aussi une orangerie et une serre pour une palmeraie. Le château reste entouré de douves de trois côtés, reminiscences de l'ancien Wasserburg.
Le château passe au gendre du propriétaire bâtisseur en 1892, le chambellan Eduard von Davier, chevalier de l'ordre protestant de Saint-Jean. La famille est chassée de ses terres en 1945 et en redevient propriétaire à nouveau après 1990, lorsque la RDA disparaît.

## Source
- (de) Cet article est partiellement ou en totalité issu de l’article de Wikipédia en allemand intitulé « Schloss Seggerde » (voir la liste des auteurs).